# Indarctos
Indarctos e род изкопаеми хищни бозайници от семейство Мечки (Ursidae). Мечките от праисторическия таксон са обитавали земите на Северна Америка, Европа, Азия и Африка. Най-старият известен фосил е от Аризона, а най-младият от Казахстан. Първите изкопаеми останки от мечки Indarctos са открити в Индия. Оттук идва и името на рода.
Устройството на тялото е доста примитивно. Няма сигурни данни за диетата, но се предполага, че мечките са били всеядни.

## Видове
Родът Indarctos включва 9 вида:
- Indarctos anthracitis Weithofer, 1888
- Indarctos arctoides Deperet, 1895
- Indarctos atticus Weithofer, 1888
- Indarctos bakalovi Kovachev, 1988
- Indarctos lagrelii Zdansky, 1924
- Indarctos salmontanus Pilgrim, 1913
- Indarctos sinensis Zdansky, 1924
- Indarctos vireti Villalta & Crusafont, 1943
- Indarctos zdanskyi Qiu & Tedford, 2003